# Festland (Band)
Festland ist eine Popband aus Essen.

## Geschichte
2004 schlossen sich Joachim Schäfer (Yoshino), Dietmar Feldmann (DDFM) und Thomas Geier zur Band Festland zusammen. Joachim Schäfer und Thomas Geier hatten bereits unter dem Projektnamen  Freischwimmer gemeinsam elektronische Musik produziert und als Radio Gruga in Essen Veranstaltungen organisiert. Als heimliches viertes Bandmitglied wird der 2012 verstorbene Maler Fabian Weinecke gezählt, der die Covergestaltung übernahm und den größten Teil der Songtexte schrieb.
Sowohl Joachim Schaefer als auch Dietmar Feldmann sind studierte Musiker. Thomas Geier ist als Schlagzeuger Autodidakt und spielte zunächst bei Die Regierung. Der klassische Violinist Joachim Schäfer war vor der Festland-Gründung bereits bei der Band Marilyn's Army aktiv und veröffentlichte mit dem Projekt Lorenzo House. Genauso wie Thomas Geier arbeitete er in den 1990er Jahren vornehmlich als DJ.
2006 veröffentlichten Festland zunächst eine Vinyl-EP unter dem Titel Welt verbrennt und im gleichen Jahr auf Alfred Hilsbergs Label Zickzack Records das Debütalbum An euren Fenstern wachsen Blumen. 2010 folgte ebenfalls auf ZickZack das Album Welt verbrennt. Auf Einladung des Goethe-Institutes spielte die Band anlässlich der Kulturhauptstadt Europas RUHR.2010 als offizieller Vertreter der Stadt Essen in Paris. Es folgte eine Einladung des Goethe-Institutes nach Kasachstan sowie eine Einladung des Auswärtigen Amtes nach Kirgisien. 2010 erhielt Welt verbrennt in der Wochenzeitung Die Zeit eine Nennung als bestes Pop-Album des Jahres.
Im Jahr 2014 spielte Festland mehrere Konzerte in akustischer Besetzung in kleinen Clubs. Daraus entstand schließlich die Idee, ein reines Akustik-Album zu produzieren, das 2015 unter dem Titel Doch die Winde wehn aufgenommen wurde.

## Diskografie

### Alben
- 2006: An euren Fenstern wachsen Blumen (LP/CD, Zickzack Records)
- 2010: Welt verbrennt (LP/CD, Zickzack Records)
- 2016: Doch die Winde wehn (LP/CD, Zickzack Records)
- 2023: Hippies (2xLP, Zickzack Records)

### Singles
- 2006: Welt verbrennt (Maxi-Single)
- 2010: Schaufensterpuppen / Die wunderlichen Träume des Herrn Candide (gemeinsam mit School of Zuversicht)